# Kubányi József (plébános)
Kubányi József (1771. január 10. – Cífer, 1839. március 30. vagy április 2.) római katolikus plébános.

## Élete
A hittudományokat 1788-1792-ig a pozsonyi általános papnevelőben végezte. 1793-ban szentelték fel, majd segédlelkész lett Nagymaroson. 1796-ban Gidrafán lett plébános, majd 1799-ben Cíferen.

## Művei
- Katekismus w. kterém Krestanské Katolické Učeni w kratkém Witahu predložil Oswiteni ... Nagyszombat, 1806. (Keresztény katholikus katekizmus, Perényi Imre báró után ford.)
- Fleury történti katechismusa tót nyelvre ford. Uo. 1808.
- Modlácá kniha pre nemocnich. Pozsony, 1818. (Imák betegek számára).
- Nábožné naučení k ližitku obecného ludu. Nagyszombat, 1818. (Vallásos tanítás a nép számára, Perényi Imre báró után ford.)
- Kázeň na nedelu osemnástu po Sw. Duchu. Pozsony, 1819. (Tót prédikácók).
- Duchovné krestanske katolicke Pesnički k službáni Božim. Uo. 1819. (Katolikus egyházi énekek. Újabb kiadás. Uo. 1864.)
- Philothea, aneb vinaučovani, k životu pobožnému na slovenski jazik prenesené ... Uo. 1882. (Istenes életre való tanítás).